# NGC 6026
NGC 6026 est une nébuleuse planétaire située dans la constellation du Loup. Elle a été découverte par l'astronome britannique John Herschel en 1837.

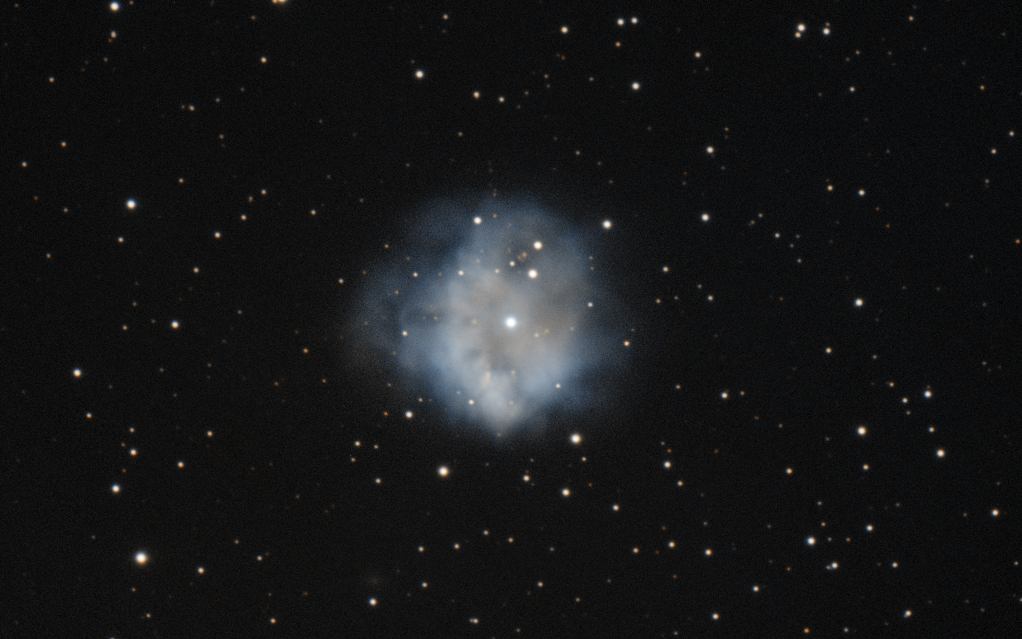
NGC 6026 par le Very Large Telescope.

## Observation
Avec une magnitude visuelle de 12,9, il faut utiliser un télescope dont l'ouverture est d'au moins 250 mm pour observer cette nébuleuse.

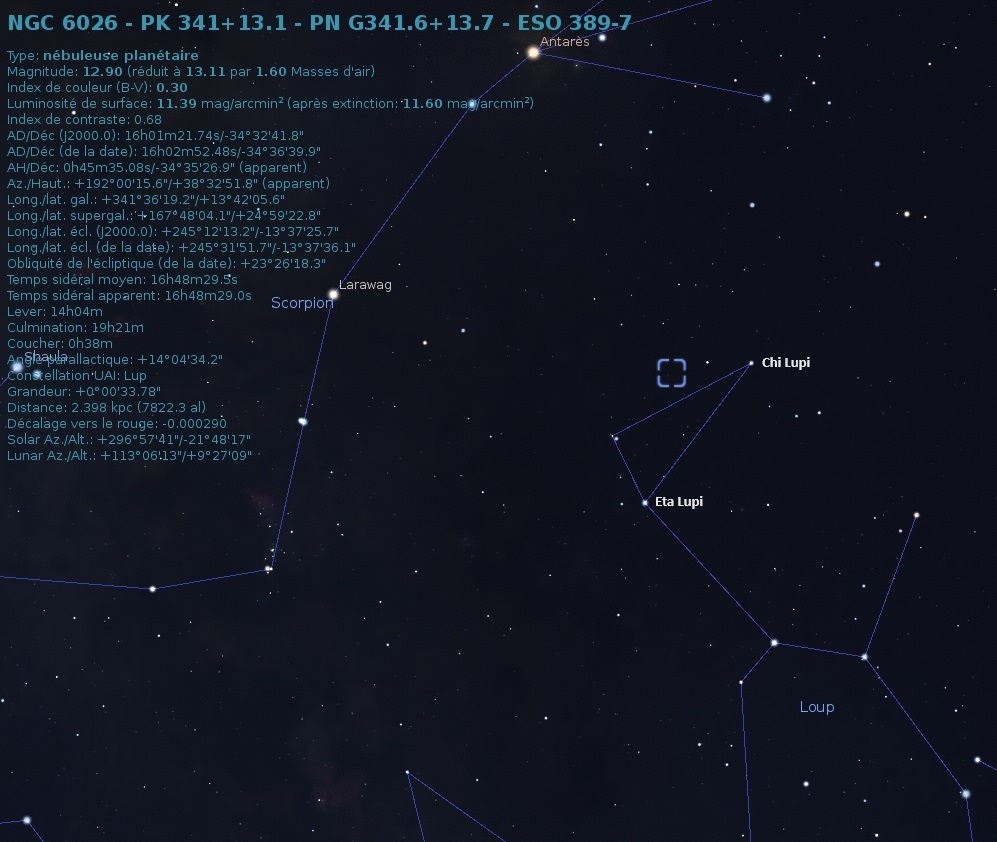
Emplacement de NGC 6026 dans la constellation du Loup.

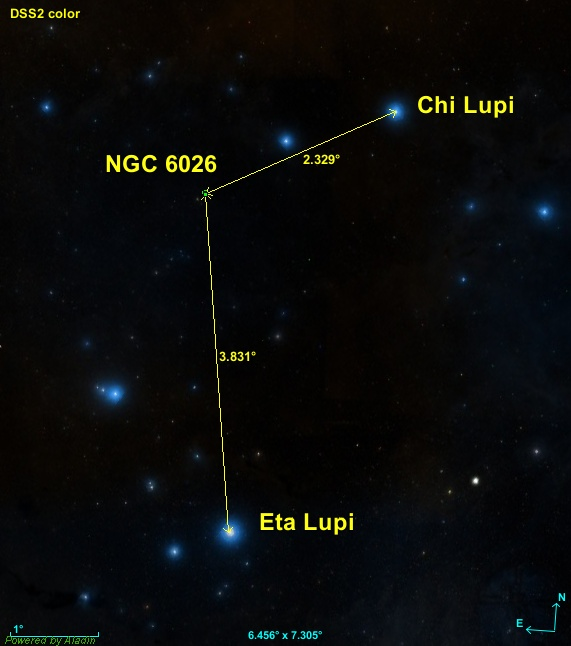
Position de NGC 6026 par rapport à deux étoiles.

NGC 6026 est à environ 3,8° presque directement au nord de Eta Lupi, une étoile de magnitude 3,41, et à environ 2,3° au sud-est de Chi Lupi dont la magnitude est de 3,96.

## Caractéristiques

### Distance taille et vitesse
Le logiciel en ligne Aladin Lite permet de consulter les données astronomiques de plusieurs catalogues, dont le « GAIA EARLY DATA RELEASE 3 (GAIA EDR3) ». Pour NGC 6026, la parallaxe de NGC 6026 est égale à 0,345 1 ± 0,019 4 mas, ce qui correspond à une distance de 2898 173
−154 pc. 
Dans le domaine du visible, cette nébuleuse apparaît presque circulaire et son diamètre mesure 0,7′. Compte tenu de la distance et grâce à un calcul simple, cela équivaut à une taille réelle de 1,92 ± 0,11 al.  
Aucune valeur de la vitesse de cette nébuleuse n'est indiquée sur Simbad.

### Étoiles de la nébuleuse
On trouve au centre de cette nébuleuse un système d'étoiles binaires rapprochées dont la période est de 0,528086(4) jour. Les masses de ces étoiles sont respectivement de 1,40 {\displaystyle M_{\odot }} et de 0,88 {\displaystyle M_{\odot }}. Ces étoiles sont de type spectral O7.
Selon Freeman et ses collègues, la température de l'étoile centrale avoisine les 35 kK. Le rayon et l'âge de la nébuleuse sont respectivement d'environ 0,16 pc et de 6 000 ans. La morphologie de la nébuleuse est multipolaire.